# Turnu Ruieni
Turnu Ruieni is een Roemeense gemeente in het district Caraș-Severin.
Turnu Ruieni telt 3581 inwoners.